# Emma Ronner
Pour les articles homonymes, voir Ronner.
Emma Ronner, née le 10 décembre 1860 à Bruxelles et morte le 1er octobre 1936  à Rixensart, est une peintre belge de natures mortes.

## Biographie
Emma Ronner est la fille de l'artiste peintre Henriëtte Ronner-Knip et la sœur des peintres Alice et Alfred Ronner.